# Max Ernst
Max Ernst (Brühl, 2 april 1891 – Parijs, 1 april 1976) was een Duits surrealistisch schilder.

## Biografie

### Vroege jaren
Ernst kwam in 1891 ter wereld in Brühl, een voorstad van Keulen. Hij begon in 1910 met de studies filosofie, kunstgeschiedenis en psychologie aan de Universiteit in Bonn, maar hij stopte al snel om zijn aandacht volledig op het kunstenaarschap te richten. In 1912 had hij zijn eerste expositie. In 1914 reisde hij naar de wijk Montparnasse in Parijs waar kunstenaars uit de hele wereld samenkwamen. Daar leerde hij Guillaume Apollinaire, Robert Delaunay en Hans Arp kennen. Toen later dat jaar de Eerste Wereldoorlog uitbrak, moest Ernst het Duitse leger in. In 1918 trouwde hij de kunsthistorica Luise Straus.

### Artistieke ontwikkeling
In 1919 bezocht hij de kunstenaar Paul Klee en creëerde hij zijn eerste schilderwerken en collages. Hij experimenteerde met verschillende kunstvormen. Na de Eerste Wereldoorlog vormde hij, vol nieuwe ideeën, de Keulse Dada-groep Zentrale W/3 met Hans (Jean) Arp en sociaal activist Alfred Grünwald. Bij deze groep maakte Max Ernst talrijke collages. In 1920 kregen hij en Luise Straus een zoon, Hans-Ulrich, die als Jimmy Ernst een bekend schilder zou worden. Twee jaar later scheidde hij van Luise, met wie de relatie stormachtig was geweest, en keerde terug naar de artistieke commune in Montparnasse.
Al experimenterend vond hij in 1925 de frottagetechniek uit, waarbij men, door met een potlood over papier te wrijven, afdrukken maakt van objecten onder het papier. Doet men dit bijvoorbeeld met een eikenblad, dan wordt op het papier een afdruk van dat blad gemaakt waardoor de structuur en de nerven zichtbaar worden. Deze afdrukken werkte Ernst vervolgens verder uit tot een kunstwerk. In 1926 ging hij samenwerken met Joan Miró om decors te schilderen voor de Ballets Russes van Serge Diaghilev. Ernst ontwikkelde samen met Miró vervolgens de grattagetechniek. Daarbij wordt (meestal opgedroogde) verf van het doek geschraapt.
In Montparnasse speelde Max Ernst een grote rol in de totstandkoming van het surrealisme, de kunststroming waarbij kunstenaars gebruik maakten van abstracte droombeelden en van het onderbewuste om hun (subjectieve) gevoel te uiten op het doek. Na een periode bij de surrealisten, verliet Ernst de beweging uit woede over de door André Breton gewenste verbanning van Ernsts vriend Paul Éluard. Met Éluard en diens vrouw Gala (later getrouwd met Salvador Dalí) leefde hij enige tijd in een driehoeksverhouding. In 1927 trouwde hij met Marie-Berthe Aurenche.

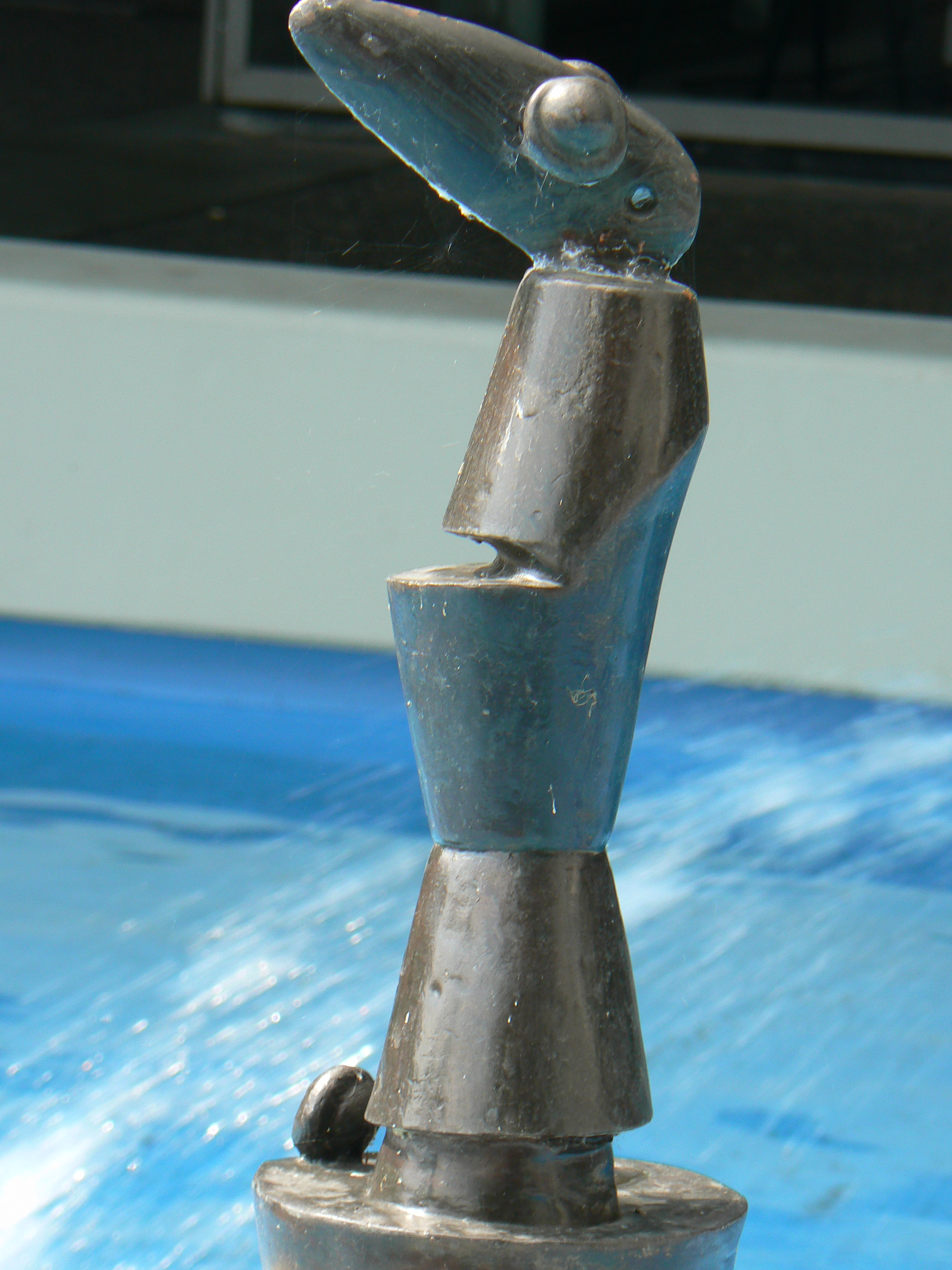
Habakuk, ca. 1934, Buitencollectie Skulpturenmuseum Glaskasten in Marl

In 1934 wijdde Max Ernst zich aan de beeldhouwkunst, en bracht hij tijd door met de kunstenaar Alberto Giacometti.
In 1936 kwam Ernst in contact met Leonora Carrington tijdens de International Surrealist Exhibition in Londen. De twee vertrokken naar Parijs, waar Ernst scheidde van Marie-Berthe. In 1938 vestigden Leonora en hij zich in Saint-Martin-d'Ardèche in het zuiden van Frankrijk. Toen de Tweede Wereldoorlog uitbrak werden beiden opgepakt door de Franse autoriteiten als 'ongewenste vreemdelingen'. Mede door tussenkomst van Paul Éluard en enkele kennissen van Ernst uit Amerika (waaronder journalist Varian Fry) werden ze na een paar weken vrijgelaten.

### Naar de VS
Frankrijk was echter niet veilig meer voor Max Ernst. Door de inval van de nazi's werd hij gezien als staatsvijand en als maker van Entartete Kunst. Twee werken van hem waren getoond op de beruchte Entartete Kunst-tentoonstelling die in 1937 door Duitsland trok.
Hij wist Frankrijk te ontvluchten, zonder Leonora Carrington - die in een ernstige depressie verviel en later uitweek naar Mexico - maar met de Amerikaanse kunstverzamelaarster Peggy Guggenheim. Zij had in 1938 een aantal werken van hem gekocht voor haar museum in Venetië. In 1941 arriveerden zij in de Verenigde Staten en het jaar daarop trouwden ze. Samen met andere kunstenaars en vrienden (zoals Marc Chagall en Marcel Duchamp) die ook waren gevlucht voor de oorlog en nu in New York leefden, werkte Ernst mee aan de ontwikkeling van het abstract expressionisme.
Zijn huwelijk met Guggenheim hield niet stand en Ernst trouwde in 1946 opnieuw, deze keer met Dorothea Tanning, in een dubbele ceremonie met de kunstenaar Man Ray en Juliet Browner. In de daaropvolgende jaren bleef Ernst voornamelijk in de VS, wonend in de kleine stad Sedona in (Arizona).

### Terug in Frankrijk
In 1948 schreef hij de verhandeling Beyond Painting voordat hij in 1950 voorgoed terugkeerde naar Frankrijk. Ernst en Tanning woonden vanaf 1955 in Huismes. Werk van Ernst werd geëxposeerd in 1953 op de Biënnale van Venetië. Dat bracht hem zodanig veel publiciteit dat hij vermogend werd.
In 1963 verhuisden Ernst en Tanning naar Seillans in Zuid-Frankrijk, waar hij een eigen huis bouwde en versierde met fantasiefiguren uit zijn schilderwerk. Ook ontwierp hij decors en een fontein voor de stad Amboise. In 1975 werden in retrospectief zijn werken tentoongesteld in het Solomon R. Guggenheim Museum in New York. De Galeries Nationales du Grand Palais in Parijs publiceerden een complete catalogus.
Ernst stierf op 1 april 1976, in de nacht van zijn vijfentachtigste verjaardag, in Parijs. Hij is gecremeerd en zijn as staat in het columbarium van Père-Lachaise. In 1976 won Ernst postuum de Goslarer Kaiser Ring en werd zijn werk tentoongesteld in het Mönchehaus Museum Goslar in de Duitse Goslar.

## Stijl

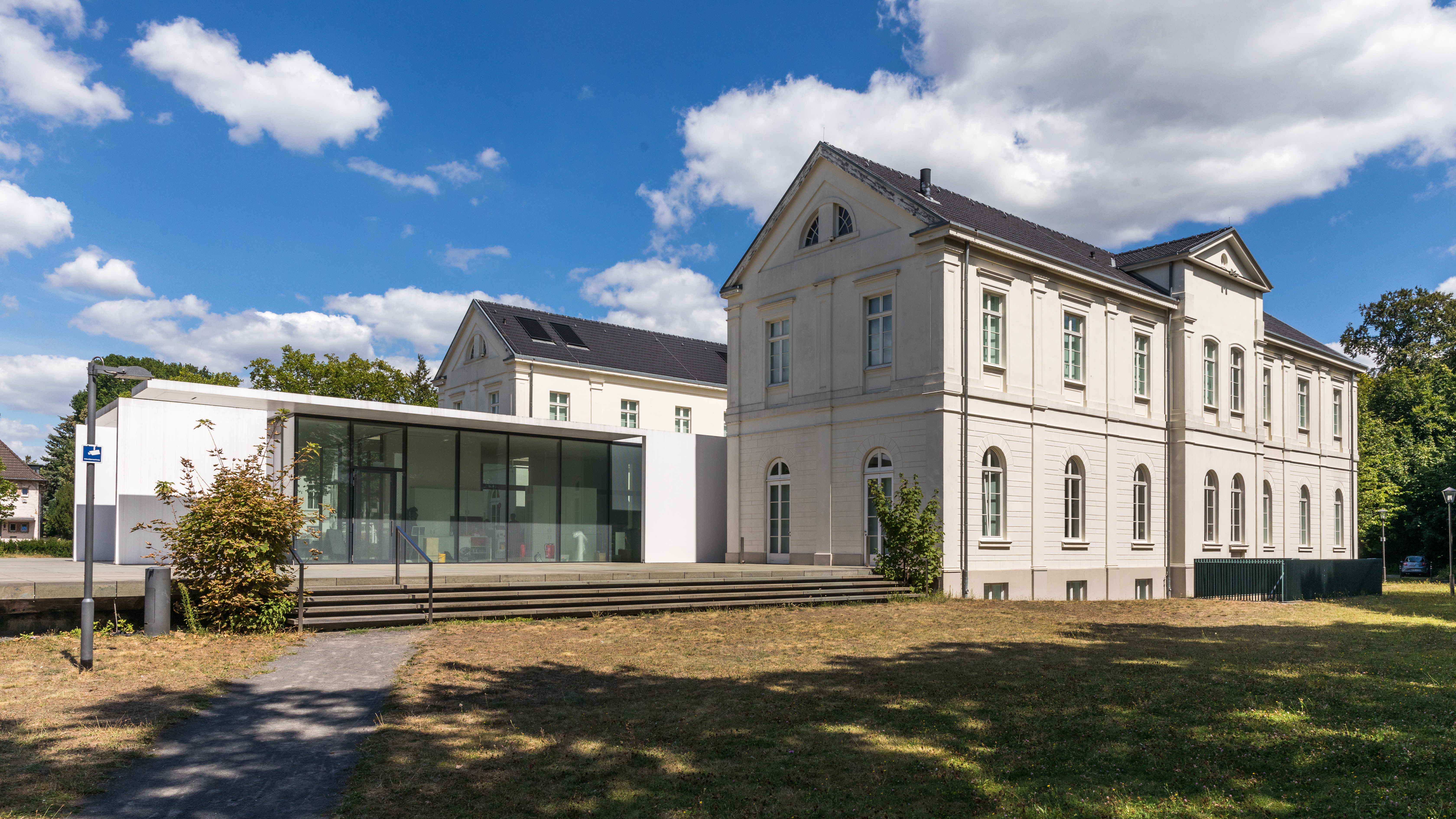
Max Ernst Museum Brühl

Zijn werken worden gerekend tot het dadaïsme en het surrealisme. Ernst ontwikkelde een reeks technieken die de traditionele schilderkunst, grafiek en zelfs sculptuur moesten vervangen. Technieken als collage, frottage, grattage, raclage, assemblage, dripping en décalcomanie zijn tot het standaardrepertoire van vele twintigste-eeuwse kunstenaars gaan behoren.

### Loplop
Ernst heeft altijd een fascinatie voor vogels gehad, een thema dat steeds terugkeert in zijn werk. Zijn alter-ego in zijn schilderijen, genaamd Loplop, was een vogel waarvan Ernst suggereerde dat het een extensie van hemzelf was, voortkomend uit een vroegere verwarring van vogels met mensen. In zijn jeugd had Ernst namelijk een vogel die stierf op de geboortedag van zijn zusje. Loplop duikt ook geregeld op in collages van andere kunstenaars en is dan altijd een soort kruising tussen een vogel en een voet, over het werk van een andere kunstenaar heen geplakt. Vogels blijven terugkomen in Ernsts werk zoals Angel of Heart and Home en Robing of the Bride van na de Tweede Wereldoorlog.

## Schilderijen
- Angel of Hearth and Home, 1937, Staatsgalerie Moderner Kunst, München
- Robing of the Bride, 1940, Peggy Guggenheim Collection, Venetië
- De olifant Celebes, 1921, Tate Gallery, Londen
- De aankomst van de reizigers, 1922, Galerie Le Bateau Lavoir in Parijs
- Dada, ca. 1922-1923, Museo Thyssen-Bornemisza, Madrid
- De vrouw, 1923, Kunstsammlung Nordrhein-Westfalen, Düsseldorf
- Pietà, Nachtelijke revolutie, 1923, Tate Gallery, Londen
- De maagd slaat het Christuskind voor drie getuigen, 1926, Museum Ludwig, Keulen
- Het feest der goden, Museum voor Moderne Kunst, Wenen
- Eenzame en conjugale bomen, Museo Thyssen-Bornemisza, Madrid
- Het woud, Mazzotta Collectie, Milaan
- Cocktaildrinker, 1945, Kunstsammlung Nordrhein-Westfalen, Düsseldorf
- Immortel, 1966 (beeld met glazen schaakstukken)
- 33 Meisjes gaan op vlinderjacht, 1958, Museo Thyssen-Bornemisza, Madrid
- Shell flowers, 1929, Centre Georges Pompidou, Parijs
- Vegetatie, 1925, MSK, Gent
- L'Ange du foyer ou le triomphe du surréalisme, 1937